# Erich Schilling (Zeichner)
Erich Schilling (* 27. Februar 1885 in Suhl; † 30. April 1945 in Gauting bei München) war ein deutscher Zeichner und Karikaturist.

## Leben
Erich Schilling wurde als viertes Kind des Gewehrfabrikanten Peter August Schilling (1832–1918) und der Emma Christiane Panse (1845–1933, seit 1872 verheiratet, Tochter eines Suhler Lehrers) geboren. Ein Beinleiden des 12-jährigen führte zu einer Behinderung, die ihm den Kriegsdienst ersparte. Schilling lernte an der Kunstgewerbeschule in Schwäbisch Gmünd und absolvierte wohl 1899–1902 eine Lehre als Gravierer. 1903 studierte er an der Kunstschule Berlin, wo er bis 1918 lebte.
1905 entstanden erste Zeichnungen für die der SPD nahestehende Satirezeitschrift Der wahre Jacob. 1907 publizierte er erstmals eine Zeichnung im Simplicissimus. 1918 zog Schilling nach Starnberg bei München und wurde Teilhaber der GmbH, von der die Zeitschrift herausgegeben wurde. Zwischen 1907 und 1944 lieferte er 1459 Beiträge für den Simplicissimus.
Schilling steuerte nach anfänglichen Versuchen in der Art des Jugendstils einen eigenen Stil dem Simplicissimus bei, zuerst mit an mittelalterliche Einblattholzschnitte erinnernde Zeichnungen, später mit glatten, an den Art déco erinnernden Kohlezeichnungen. Er war neben Karl Arnold der Zeichner unter den festen Mitarbeitern, der den Stil der 1920er Jahre in der Zeitschrift mitprägte. Neben den tagesaktuellen Beiträgen schuf er vor allem sozialkritische Bilder.
Während er vor 1933 den Nationalsozialismus noch scharf kritisiert hatte, wurde er später zu einem glühenden Verehrer der herrschenden Ideologie. So gestaltete er z. B. die Partei verherrlichende Glasbilder für eine Kaserne in Ingolstadt. Schilling starb durch Suizid, als sich die US-amerikanischen Truppen Gauting näherten.
Werke Schillings befinden sich in der Staatlichen Graphischen Sammlung in München.